# (820) Adriana
(820) Adriana – planetoida z pasa głównego asteroid okrążająca Słońce w ciągu 5 lat i 196 dni w średniej odległości 3,13 au. Została odkryta 30 marca 1916 roku w Landessternwarte Heidelberg-Königstuhl w Heidelbergu przez Maxa Wolfa. Pochodzenie nazwy nie jest znane. Przed jej nadaniem planetoida nosiła oznaczenie tymczasowe (820) 1916 ZB.